# گیرسدایک
گیرسدایک (به هلندی: Geersdijk) یک منطقهٔ مسکونی در هلند است که در نورد-بیفه‌لاند واقع شده‌است. گیرسدایک ۳۱۷ نفر جمعیت دارد.